# Villa Sciarra
La villa Sciarra est une villa romaine, entourée d'un parc, aujourd'hui public. Elle est située sur le Janicule, dans le rione XIII Trastevere, sur la rive droite du Tibre. Elle tire son nom d'une branche de la famille Colonna, les Colonna di Sciarra qui en ont été propriétaires aux XVIIIe et XIXe siècles.

## Situation

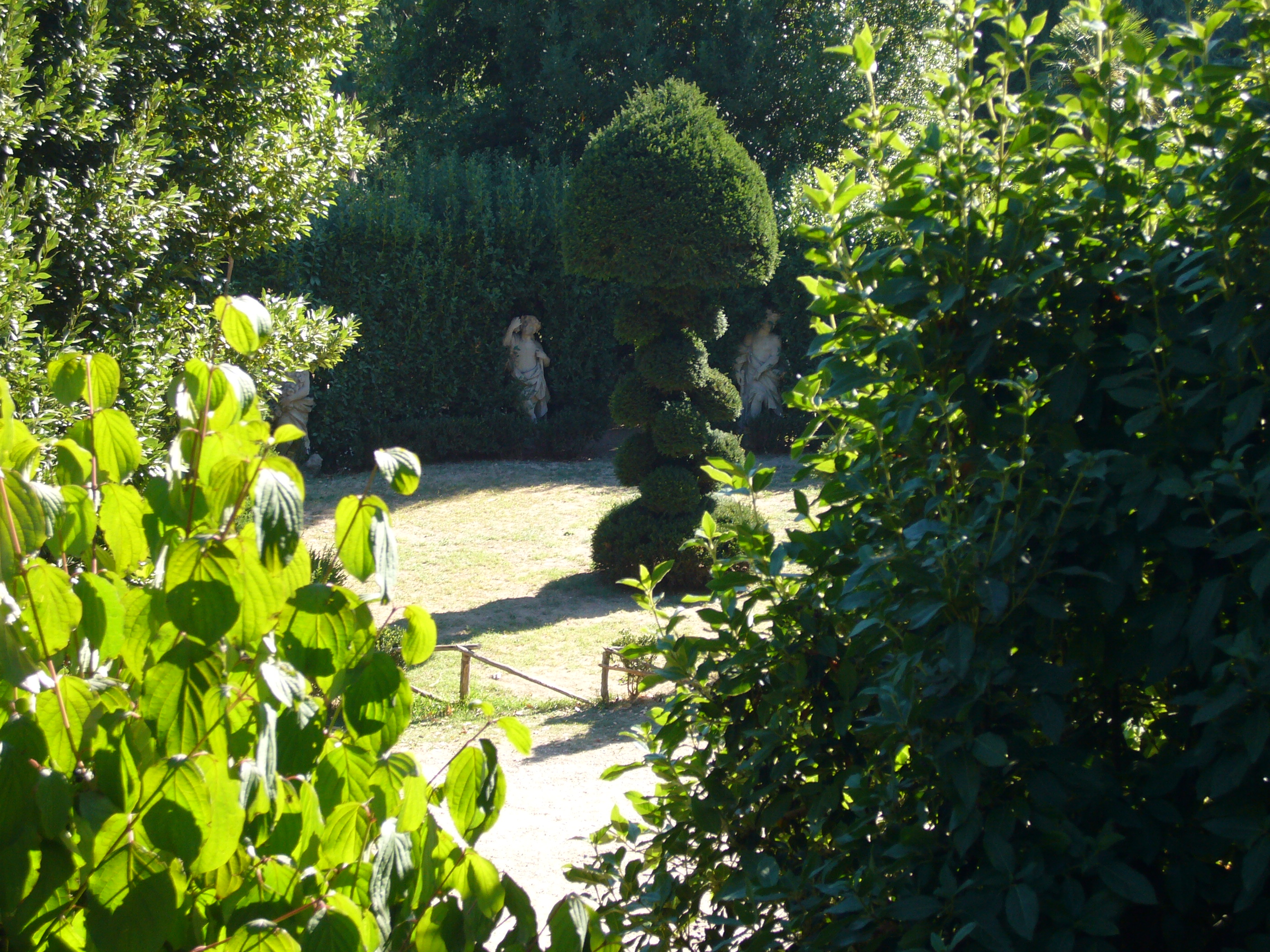
Parc de la Villa Sciarra.

Le vaste parc de la villa Sciarra, d'une superficie de 7,5 ha, s'appuie à l'ouest et au sud sur la muraille du Janicule (Mura gianicolensi), construite en 1643 par le pape Urbain VIII, qui sépare à cet endroit le Trastevere du quartier Gianicolense (Monteverde Vecchio). À l'est, la via Dandolo, puis, au nord, la via Calandrelli permettent d'y monter depuis le centre ville. Sur la via Calandrelli donne le piazzale Wurts, entrée monumentale due à l'architecte Pio Piacentini (1846-1928).

## Histoire
Dans l'Antiquité se trouvait à cet endroit le lucus Furrinae, bois sacré de la déesse Furrina, comme le prouve la découverte d'un autel dédié aux nymphes Furrinae. À l'époque impériale y étaient honorées aussi plusieurs divinités orientales. Les jardins de César (Horti Caesaris) englobaient cette zone.
Au milieu du XVIIe siècle, le site fut acquis par le cardinal Antonio Barberini (1607-1671) ; cette propriété fut le noyau de la villa Sciarra. Dans la première moitié du XVIIIe siècle, elle appartint au cardinal Pietro Ottoboni (1667-1740). Elle entra ensuite dans la famille Colonna di Sciarra (Giulio Cesare Colonna di Sciarra, prince de Carbognano, 1702-1787, et son épouse Cornelia Costanza Barberini, 1716-1797), qui l'agrandit considérablement. En juin 1849, la villa souffrit des combats violents qui opposèrent, sur la colline du Janicule, les troupes françaises et celles de la République romaine. La famille Colonna-Barberini restaura le Casino Barberini. Vers la fin du siècle, le prince Maffeo II Colonna di Sciarra, arrière-petit-fils du couple Colonna-Barberini, perdit son domaine à la suite de spéculations financières risquées : dans un premier temps, en 1889, il dut livrer au lotissement une partie de la propriété, puis, en 1896, se séparer de la villa et de son parc, qui furent achetés en 1902 par un couple d'Américains, George Wurts et Henrietta Tower.
George Wurts, qui était passionné de jardins italiens, et son épouse furent les derniers propriétaires privés de la Villa Sciarra. Ils réaménagèrent la demeure et redessinèrent les jardins. Ils y installèrent des statues et fontaines venues du palais Visconti (it) de Brignano Gera d'Adda, dans la province de Bergame. Ils firent construire en 1908-1910 le Castelletto néo-gothique et aménager les entrées donnant sur la via Calandrelli, notamment celle qui porte aujourd'hui le nom de piazzale Wurts. George Wurts mourut en 1928 ; en 1932, sa veuve fit don de la propriété à Mussolini pour qu'il en fasse un parc public.

## Vues

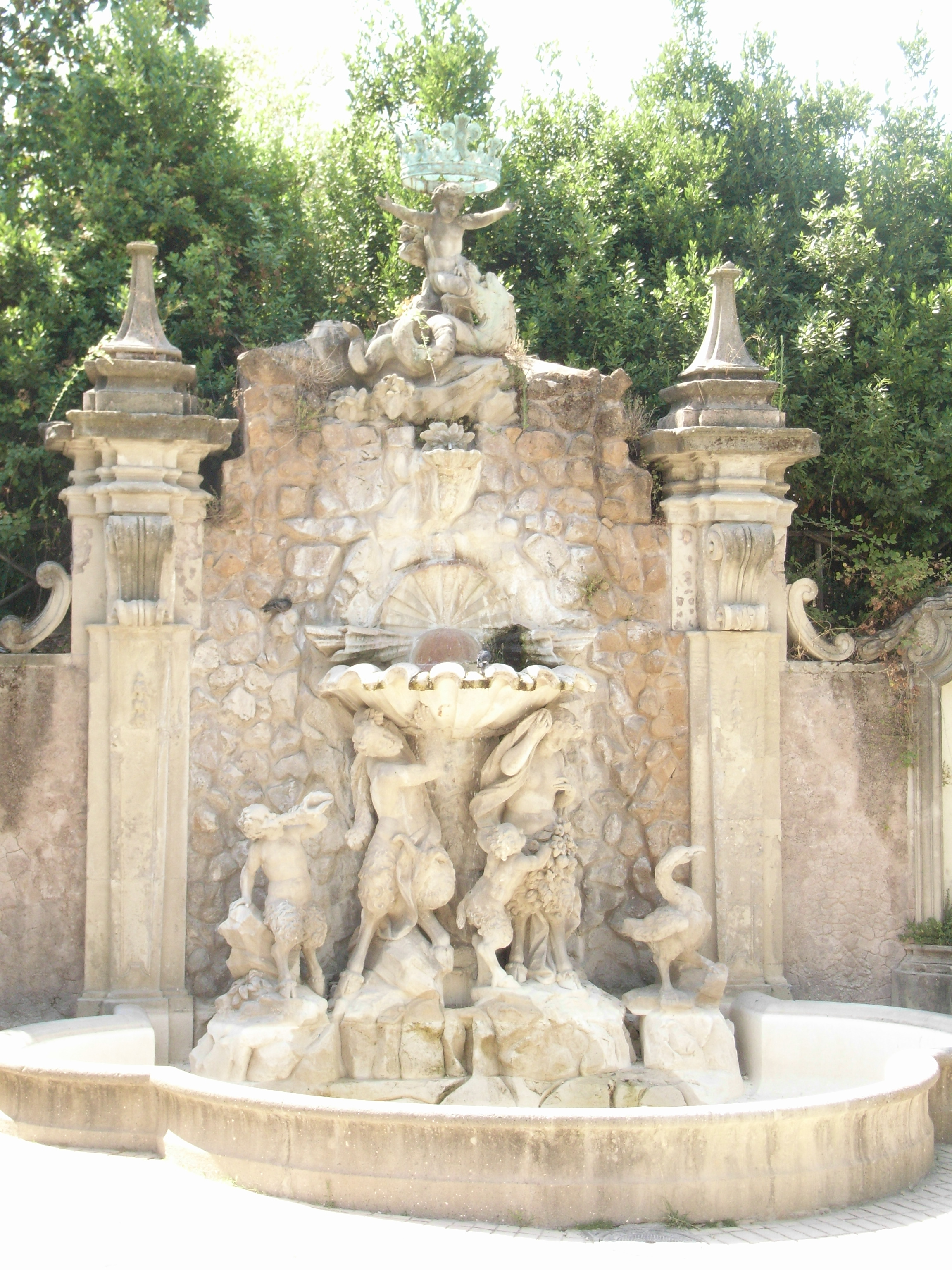
Fontaine.
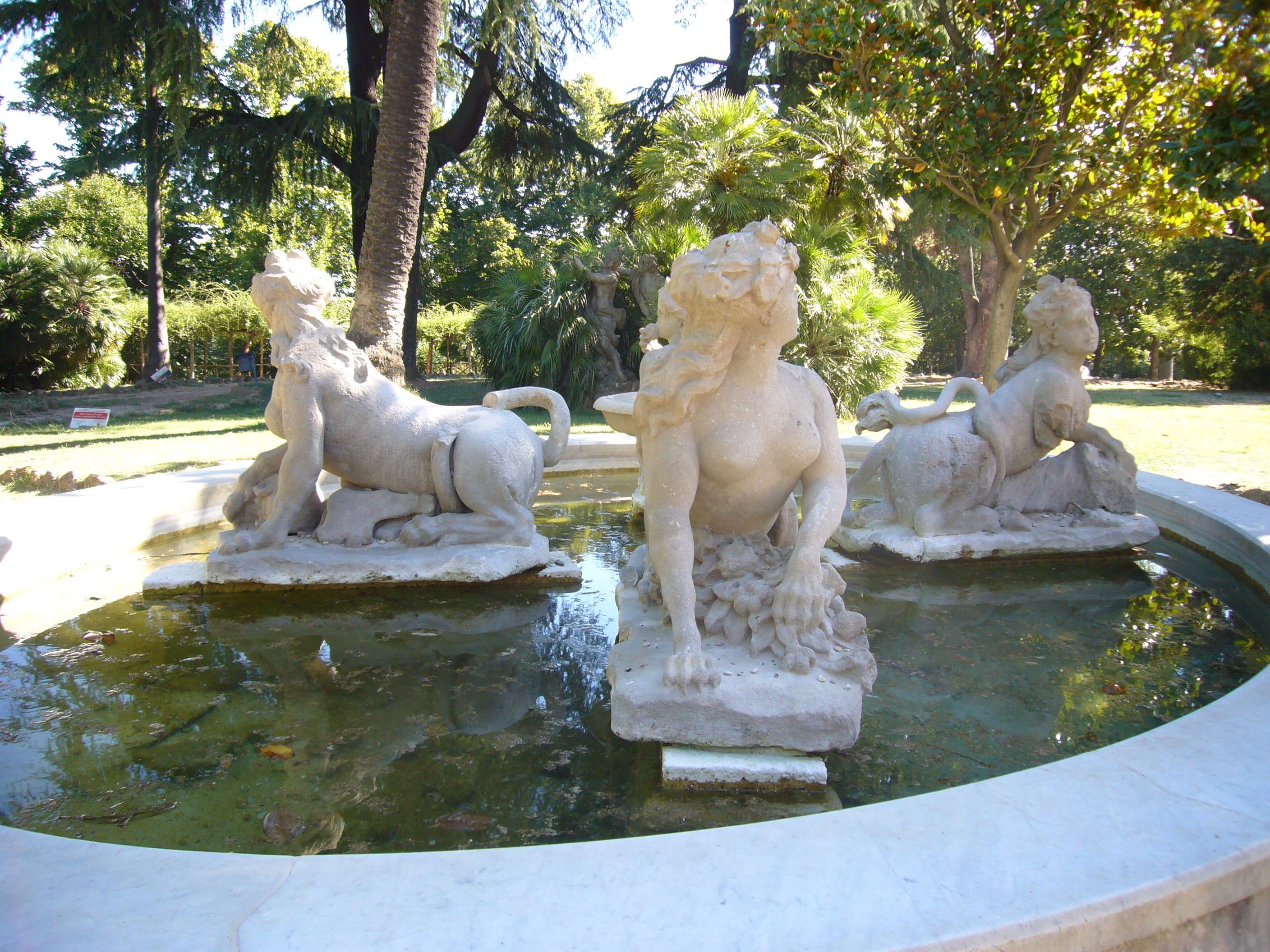
Fontaine des Sphinges.
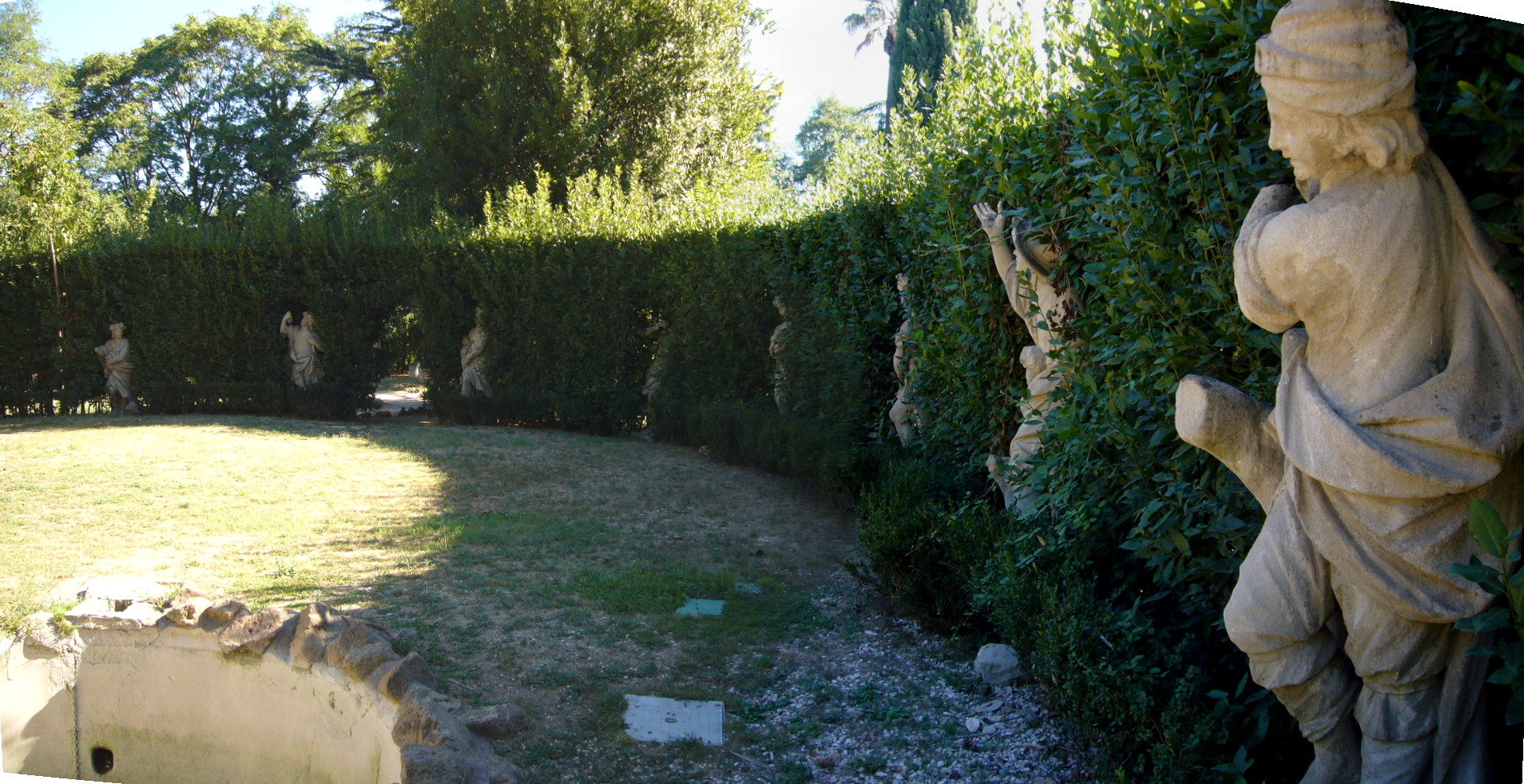
Exèdre arboré.
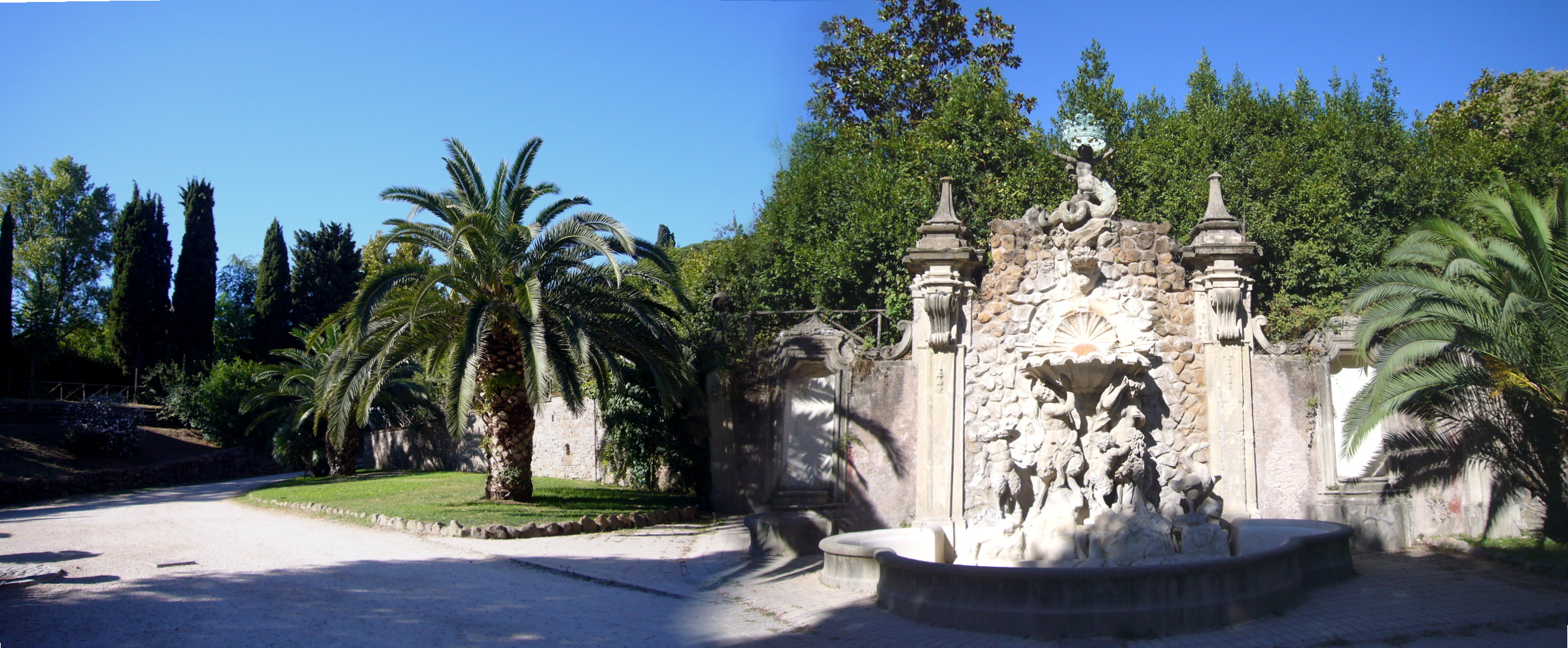
Vue du parc.
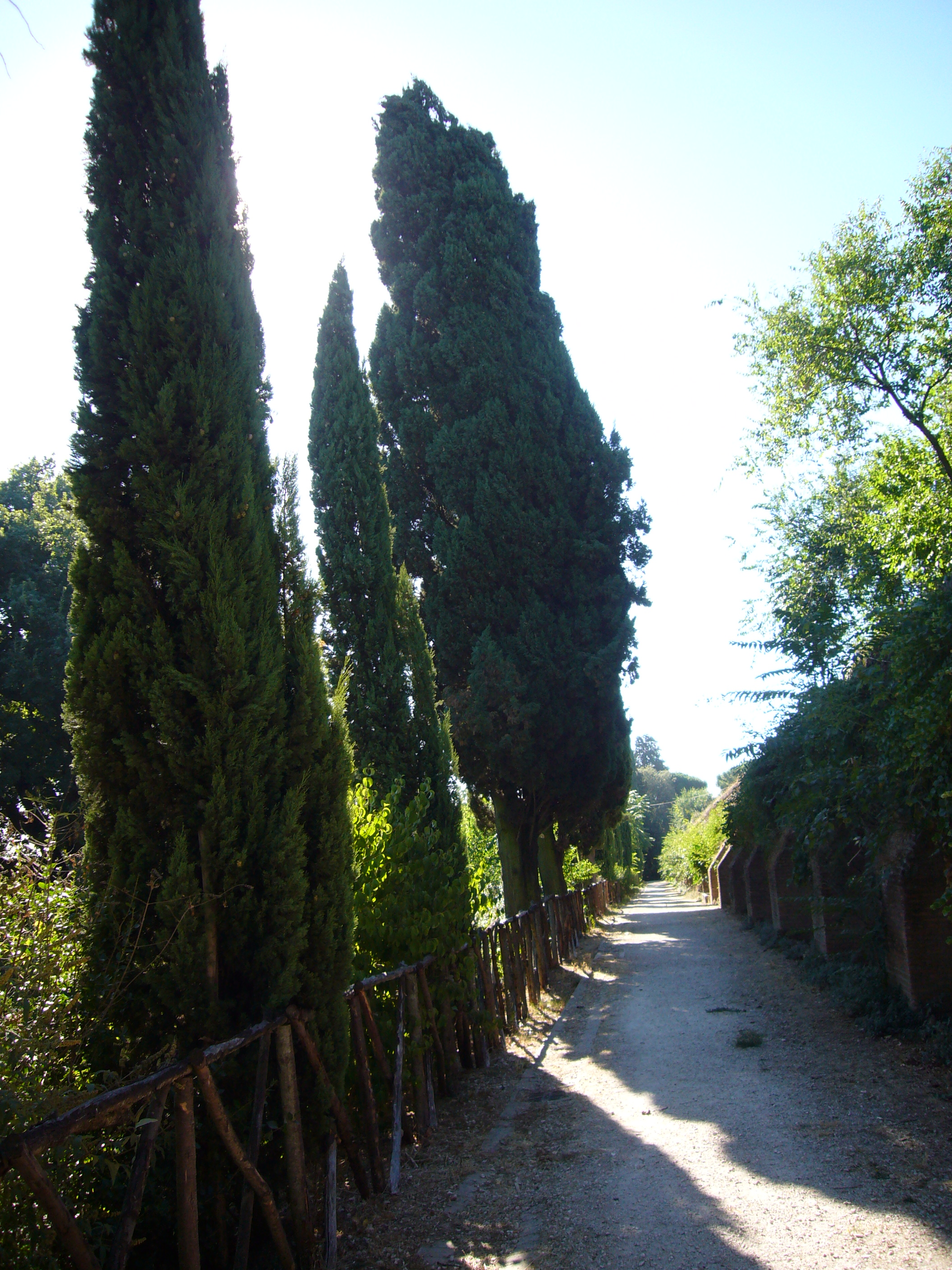
Allée le long des murs.
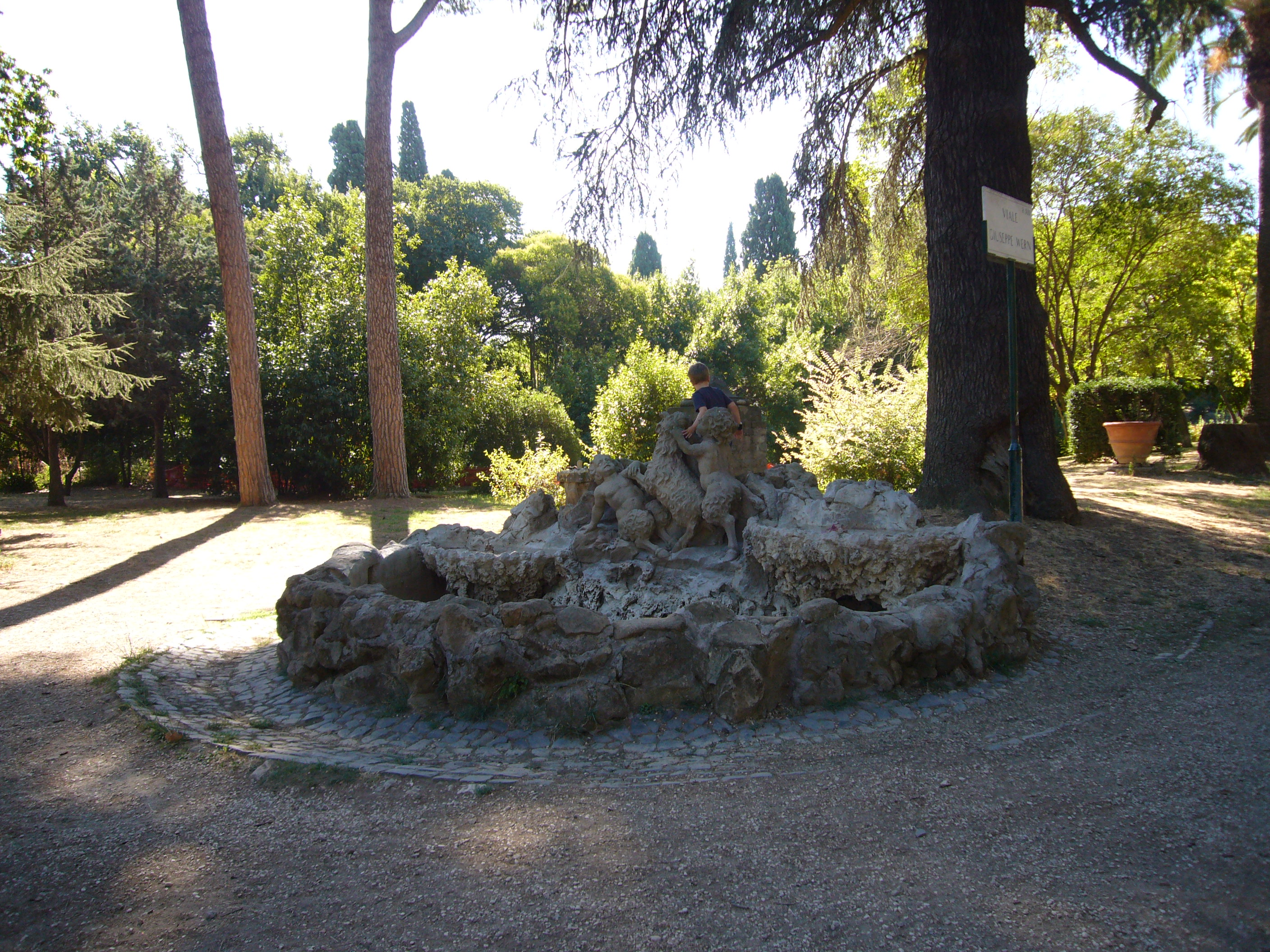
Sculpture.

## Apparitions dans des oeuvres
- La villa Sciarra apparaît au début du film La Corruption de Mauro Bolognini[6].